# Joan Mates

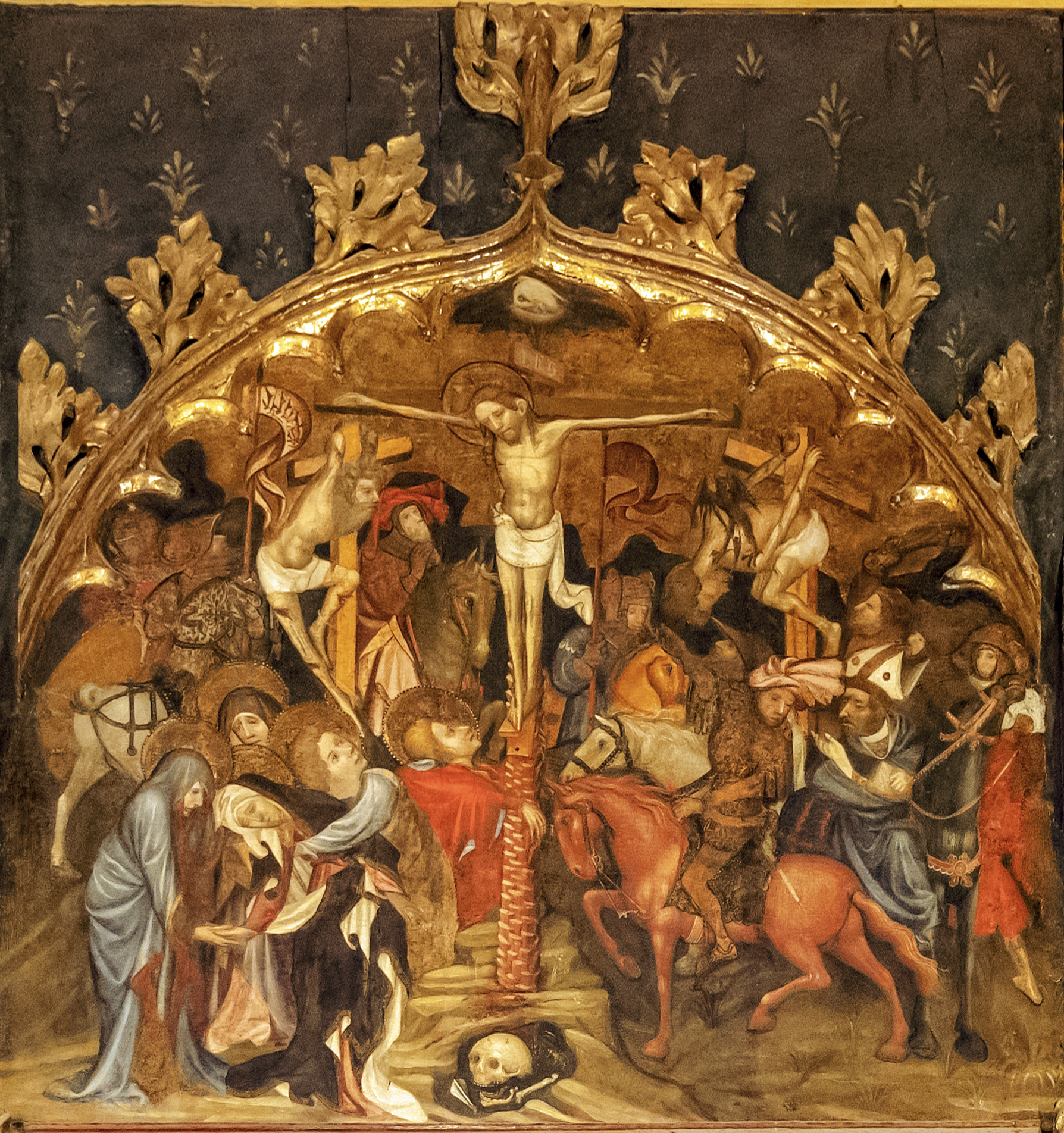
Retabel met de HH. Martinus en Ambrosius, Kathedraal van Barcelona

Joan Mates (Vilafranca del Penedès (1370) – Barcelona 1431) of Juan Mates in het Castiliaans, was een Catalaans kunstschilder. Hij was actief vooral in Barcelona maar ook in Huesca tussen 1391 en 1431. Hij werkte in de Catalaanse internationale gotische stijl.
We kennen deze schilder via een retabel met de HH. Martinus en Ambrosius, dat hij schilderde voor de kathedraal van Barcelona en dat gedocumenteerd is tussen 1411 en 1414 met een contract en ontvangstbewijzen. Op basis daarvan zijn een aantal andere werken aan hem toegeschreven, die voordien gegroepeerd waren als werken van de anonieme meester van Peñafiel. Die groep was samengesteld op basis van stijlgelijkenissen met een paar retabels uit de hermitage van Peñafiel.

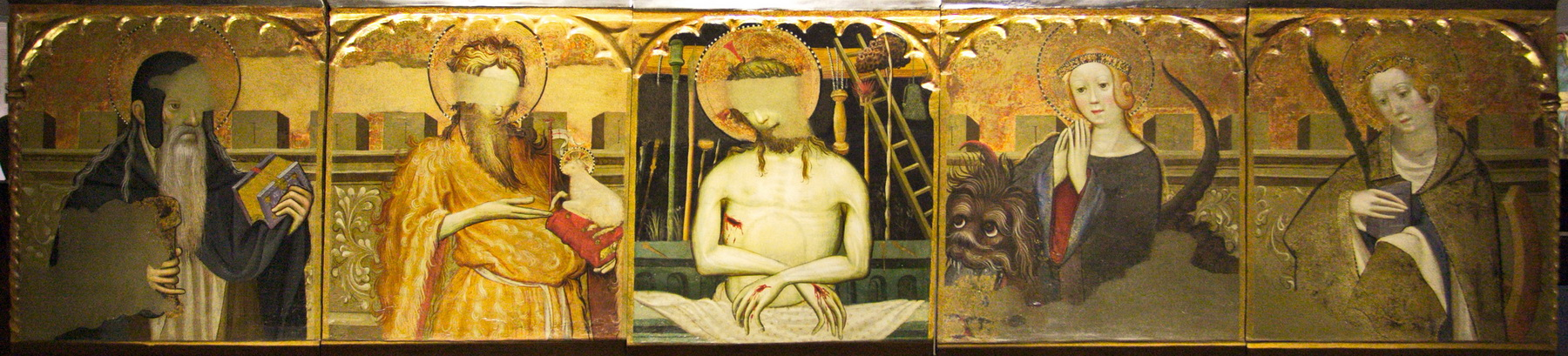
Predella van de annunciatie in Cagliari

De precieze sterfdatum van Joan Mates is niet gekend, maar hij stelde zijn testament op in 1431. Zijn zoon Jorge werd ook schilder na een opleiding in het atelier van Jaume Huguet in 1469.
Zijn stijl ligt vrij dicht bij de stijl van Gerardo Gener, zoals hij ook een leerling van Lluis Borrassá.  Hij is vrij arabesk, maar met een decoratieve elegantie en vrij gevoelig, soms humoristisch en doet denken aan de Valenciaanse meesters en de Meester van Roussillon.

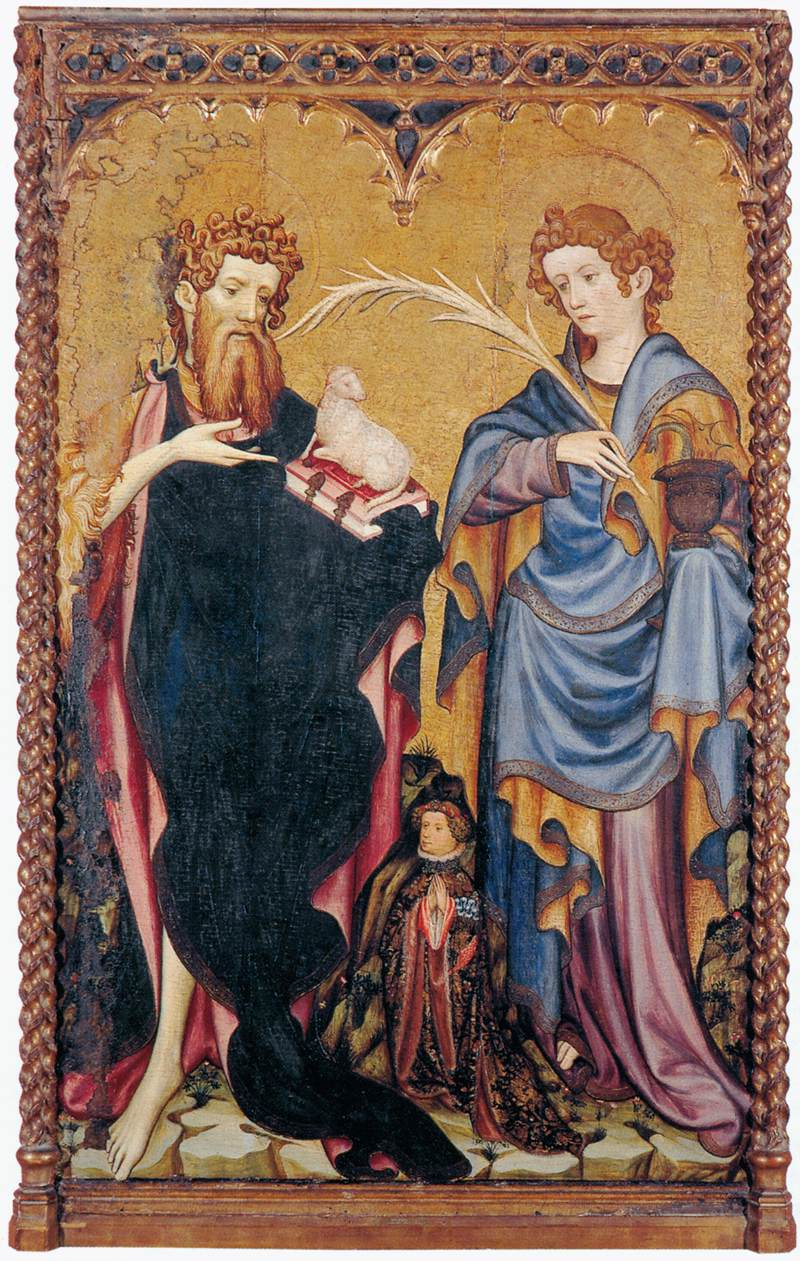
Johannes de Doper en Johannes de evangelist

## Werken
Enkele van de aan hem toegeschreven werken zijn:
- Het retabel met de heilige Jacobus uit de kerk van Vallespinosa, nu in de kathedraal van Tarragona.
- Een graflegging, nu in het Museu d’Arqueologia de Catalunya in Barcelona.
- Een retabel met de heilige Sebastiaan (1417), Barcelona
- Een retabel met de twee HH. Johannesen (Johannes de Doper en Johannes de evangelist) (ca.1410), centraal gedeelte in het Museo Thyssen-Bornemisza in Madrid, de vleugels bevinden zich in het musée de Castres en in de collectie Carreras Candi in Barcelona.
- Een annunciatie in de San Francesco van Stampace in Cagliari op Sardinië.

- Biblioteca Nacional de España: XX1343396
- Bibliothèque nationale de France: cb145564930 (data)
- Catàleg d'autoritats de noms i títols de Catalunya: 981058614827506706
- Gemeinsame Normdatei: 122986865
- International Standard Name Identifier: 0000 0000 6943 8415
- Library of Congress Control Number: n98104474
- RKD-Nederlands Instituut voor Kunstgeschiedenis: 53935
- Système universitaire de documentation: 073939706
- Union List of Artist Names: 500037644
- Virtual International Authority File: 95918397